# Glenurus croesus
Glenurus croesus är en insektsart som beskrevs av Banks 1922. Glenurus croesus ingår i släktet Glenurus och familjen myrlejonsländor. Inga underarter finns listade i Catalogue of Life.